# Archaeoprepona demophon
Espèce
Archaeoprepona demophon , communément appelé Lueur bleue, est une espèce d'insectes lépidoptères diurnes de la famille des Nymphalidae, de la sous-famille des Charaxinae et du genre  Archaeoprepona.

## Description
Archaeoprepona demophon est un grand papillon d'une envergure de 86 mm à 120 mm, aux ailes antérieures à bord externe concave et aux ailes postérieures à bord externe ondulé,. Le dessus est marron à noir suivant les sous-espèces avec une barre bleu clair à bleu-vert au centre des ailes antérieures et des ailes postérieures formant un grand V.
Le revers est beige marbré nacré.

## Biologie
Les adultes se nourrissent de sève mais aussi de charogne, bouse et les fruits qui pourrissent en forêt.

### Plantes hôtes
Les plantes hôtes de ses chenilles sont des Annona (Annonaceae) et Malpighia glabra (Malpighiaceae),.

## Écologie et distribution
Archaeoprepona demophon est présent en Amérique, au Mexique, au Honduras, au Guatemala, au Nicaragua, à Panama, en Colombie, en Équateur, en Bolivie, au Brésil, au Suriname et en Guyane,. Il serait aussi présent dans l’extrême sud du Texas,.

### Biotope
Il réside en forêt sur les deux côtes Atlantique et Pacifique à des altitudes comprise entre le niveau de la mer et 1 600 mètres.

## Systématique
- L'espèce Archaeoprepona demophon a été décrite par le naturaliste suédois Carl von Linné en 1758, sous le nom initial de Papilio demophon[10].

### Synonymie
- Papilio demophon Linnaeus, 1758 Protonyme
- Prepona demophon  (Godman & Salvin, 1884)[11]

## Taxinomie
Liste des sous-espèces :
- Archaeoprepona demophon demophon

Synonymie pour cette sous-espèce :
Papilio luctuosus (Walch, 1775)
Papilio sysiphus (Cramer, 1777)
Morpho sysiphe (Hübner, 1819)
- Archaeoprepona demophon centralis (Fruhstorfer, [1905])

Synonymie pour cette sous-espèce :
Prepona demophon centralis (Fruhstorfer, 1905) Basionyme
- Archaeoprepona demophon extincta (Staudinger, 1886)
- Archaeoprepona demophon muson (Fruhstorfer, 1905)

Synonymie pour cette sous-espèce :
Prepona demophon muson (Fruhstorfer, 1905)
- Archaeoprepona demophon occidentalis (Stoffel & Descimon, 1974)

Synonymie pour cette sous-espèce :
Prepona demophon occidentalis (Stoffel & Descimon, 1974) Basionyme
- Archaeoprepona demophon thalpius (Hübner, [1814])

Synonymie pour cette sous-espèce :
Potamis superba thalpius (Hübner, 1814)
Prepona catachlora (Staudinger, 1886)
Archaeoprepona demophon pamenes (Fruhstorfer, 1916)
Archaeoprepona demophon xyniatus (Fruhstorfer, 1916)
Archaeoprepona demophon zoranthes (Fruhstorfer, 1916)

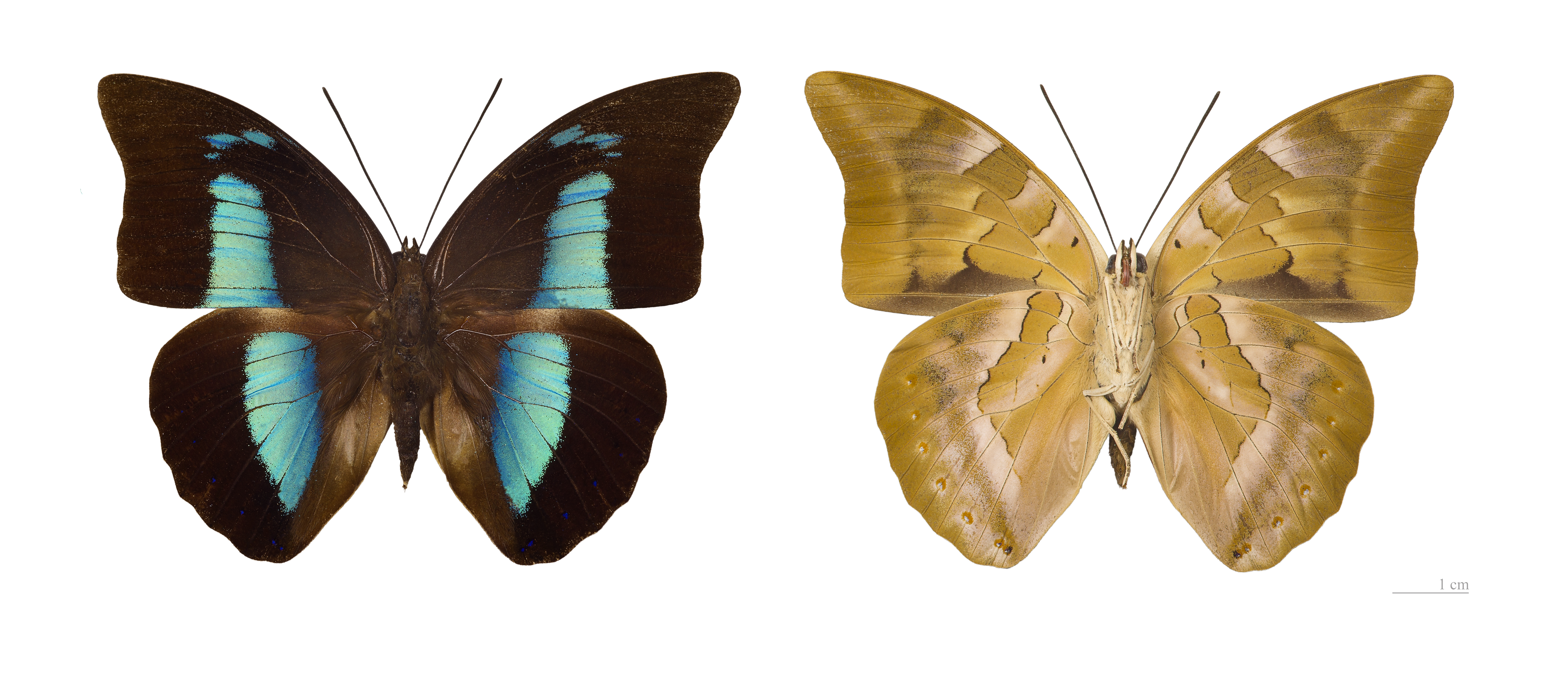
Archaeoprepona demophon demophon - Muséum de Toulouse
Archaeoprepona demophon muson - Muséum de Toulouse

Liste des sous-espèces suivant funet:
- Archaeoprepona demophon demophon
- Archaeoprepona demophon andicola (Fruhstorfer, 1904)
- Archaeoprepona demophon antimache (Hübner, [1819])
- Archaeoprepona demophon crassina (Fruhstorfer, 1904)
- Archaeoprepona demophon gulina (Fruhstorfer, 1904)
- Archaeoprepona demophon insulicola (Fruhstorfer, 1897)
- Archaeoprepona demophon mexicana Llorente, Descimon & Johnson, 1993

### Noms vernaculaires
Archaeoprepona demophon se nomme Lueur bleue en français et One-spotted Prepona en anglais,.

### Protection
Pas de statut de protection particulier.

### Liens taxonomiques
(en) NCBI : Archaeoprepona demophon (taxons inclus)